# Parhelophilus porcus
Parhelophilus porcus är en tvåvingeart som först beskrevs av Walker 1849.  Parhelophilus porcus ingår i släktet strandblomflugor, och familjen blomflugor. Inga underarter finns listade i Catalogue of Life.